# سارای‌اوزو (آماسیه)
سارای‌اوزو (به ترکی استانبولی: Sarayözü) یک منطقهٔ مسکونی در ترکیه است که در آماسیه واقع شده‌است.